# Rumunsko na Letních olympijských hrách 1972
Rumunsko se účastnilo Letní olympiády 1972 v německém Mnichově. Zastupovalo ho 159 sportovců (132 mužů a 27 žen) v 16 sportech.

## Medailisté
| Medaile | Jméno                                                                      | Sport             | Soutěž                                         |
| ------- | -------------------------------------------------------------------------- | ----------------- | ---------------------------------------------- |
| Zlato   | Ivan Patzaichin                                                            | Kanoistika        | C-1 1 000 m                                    |
| Zlato   | Gheorghe Berceanu                                                          | Zápas             | muži řecko-římský do 48 kg                     |
| Zlato   | Nicolae Martinescu                                                         | Zápas             | muži řecko-římský do 100 kg                    |
| Stříbro | Valeria Bufanuová                                                          | Atletika          | Ženy 100 m překážek                            |
| Stříbro | Argentina Menisová                                                         | Atletika          | Ženy hod diskem                                |
| Stříbro | Ion Alexe                                                                  | Box               | Muži váha těžká do 81 kg                       |
| Stříbro | Aurel Vernescu Mihai Zafiu Roman Vartolomeu Atanase Sciotnic               | Kanoistika        | K-4 1 000 m                                    |
| Stříbro | Ivan Patzaichin Serghei Covaliov                                           | Kanoistika        | C-2 1 000 m                                    |
| Stříbro | Dan Iuga                                                                   | Sportovní střelba | Muži 50 metrů libovolná pistole                |
| Bronz   | Maria Nichiforov Viorica Dumitru                                           | Kanoistika        | K-2 500 m                                      |
| Bronz   | Ilona Gyulaiová Ana Pascuová Ecaterina Iencic-Stahl Olga Szabóová-Orbánová | Šerm              | Družstvo žen fleret                            |
| Bronz   | Družstvo mužů                                                              | Házená            | Turnaj mužů                                    |
| Bronz   | Nicolae Rotaru                                                             | Sportovní střelba | Muži 50 metrů libovolná malorážka 60 ran vleže |
| Bronz   | Ștefan Tudor Petre Ceapura Ladislau Lovrenski                              | Veslování         | Muži dvojka s kormidelníkem                    |
| Bronz   | Victor Dolipschi                                                           | Zápas             | muži řecko-římský nad 100 kg                   |
| Bronz   | Vasile Iorga                                                               | Zápas             | muži volný styl do 82 kg                       |